# 林初治
林 初治（はやし はつ、1887年（明治20年） - ?）は、日本の第33代内閣総理大臣である林銑十郎の妻（内閣総理大臣夫人）。石川県金沢市出身。

## 経歴
1887年（明治20年）、加賀藩士である林孝儀の三女として生まれる。金沢第一高等女学校（現在の石川県立金沢二水高等学校）を卒業後、林銑十郎と結婚。四男四女を儲ける。
長男の練策は陸軍の山浦弘三の娘・道子と結婚し、次男の謙輔は初治の実家を継ぎ、三男の砺三は陸軍の小泉恭次の娘・展子と結婚。長女の純子は中田薬品の中田清兵衛の子・勇吉と、次女の倫子は加藤豪と、四女の禌子は官僚である斎藤樹の子の吉彦とそれぞれ結婚している。